# Sainte-Nathalène
Sainte-Nathalène település Franciaországban, Dordogne megyében. Lakosainak száma 648 fő (2022. január 1.). Sainte-Nathalène Saint-Crépin-et-Carlucet, Sarlat-la-Canéda, Proissans, Saint-Vincent-le-Paluel, Prats-de-Carlux, Simeyrols és Salignac-Eyvigues községekkel határos.

## Népesség
A település népessége az elmúlt években az alábbi módon változott:
| Lakosok száma | 310  | 346  | 364  | 510  | 578  | 578  | 595  | 625  | 629  | 648  |
|               | 1968 | 1982 | 1990 | 2006 | 2013 | 2015 | 2017 | 2019 | 2020 | 2022 |